# Xabier Gutiérrez
Xabier Gutiérrez Márquez (San Sebastián, 1960) es un cocinero y escritor español.
Tras finalizar sus estudios, en los años ochenta, abrió un restaurante en San Sebastián. Más tarde, en 1990 se incorporó al equipo del restaurante Arzak, donde ha desarrollado la mayor parte de su carrera gastronómica como director del departamento de innovación del restaurante.
En 2022 dejó Arzak para dedicarse a la consultoría gastronómica, a la divulgación, colaborando con diferentes medios de comunicación, y a la formación, participando como docente en el Máster de Innovación y Creatividad del Basque Culinary Center.
Como divulgador gastronómico es autor de numerosos libros de cocina, de cinco ensayos sobre estética culinaria y de una obra de recetas en homenaje a Luis Buñuel, El Luisbro de cocina de Buñuel, con recetas surrealistas ilustradas por él mismo como Carne de dedo y El sutil encanto de la hamburguesía.
En 2005 recibió el Premio Nacional de Gastronomía por su obra Asfalto culinario. El laboratorio de Arzak., donde sus textos se complementan con obras del fotógrafo Mikel Alonso. Además, muchos de sus libros han recibido el premio Gourmand World Cookbook Awards en diversas categorías.
También es autor de la serie de novela negra gastronómica (gastro noir) Los aromas del crimen, protagonizada por el subcomisario de la Ertzaintza Vicente Parra y ambientada principalmente en su San Sebastián natal.

## Premios
- Premio Gourmand World Cookbook Awards a la mejor fotografía, por El bosque culinario (2002).
- Premio Gourmand World Cookbook Awards al mejor libro de entretenimiento gastronómico, por Cocinar lo menos posible (2004).
- Premio Nacional de Gastronomía por Asfalto culinario. El laboratorio de Arzak (2005).
- Premio Gourmand World Cookbook Awards al mejor diseño de libro de cocina y mejor libro del chef por Asfalto culinario. El laboratorio de Arzak (2005)
- Premio Gourmet Voice al mejor libro de cocina para ocasiones especiales y recetas del chef por Asfalto culinario. El laboratorio de Arzak(2006).
- Premio Cinéfilo&Gourmet del II Festival Internacional de Cine y Gastronomía Audiovisual de Laguardia (2007).
- Premio Gourmand World Cookbook Award al mejor libro de recetas fáciles por Recetas sencillas para novatos y cocinillas: cocina española (2009).
- Premio Gourmand World Cookbook Awards al mejor diseño de libro de cocina por Harina y arena: Victorino y Arzak, miradas cruzadas (2010).

## Libros publicados

### Libros de cocina
- Principios básicos de repostería (Ed. Progensa, 1989)
- Tratado del chocolate (Ed. Hegar Monsa, 1996)
- Hablemos del chocolate (R&B Editores, 1998)
- El bosque culinario; Xabier Gutiérrez, con fotografías de Mikel Alonso (Lur Argitaletxea, 2002)
- Cocinar lo menos posible (Everest, 2004)
- Asfalto culinario. El laboratorio de Arzak.; Xabier Gutiérrez, con fotografías de Mikel Alonso (Everest, 2005)
- Cocinar de cine (Everest, 2006)
- Recetas sencillas para novatos y cocinillas del laboratorio de Arzak (Everest, 2007)
- Recetas sencillas para novatos y cocinillas: cocina española (Everest, 2009)
- Harina y arena: Victorino y Arzak, miradas cruzadas (Everest, 2009)
- Abre la nevera y cocina con lo que encuentres (Everest, 2010)
- 101 Pintxos imprescindibles (Bainet Media, 2010)
- 30 Menús para cocinar en 30 minutos (Everest, 2010)
- Renueva tus recetas de siempre (Everest, 2011)
- Recetas sencillas para novatos y cocinillas: tapas, pinchos, tostas (Everest, 2012)
- 101 Tapas imprescindibles de la cocina española (Bainet Media, 2015)
- Recetas sencillas para novatos y cocinillas (Planeta Gastro, 2017)
- Tapas, pintxos y tostas (Planeta Gastro, 2020)
- Tiburcio, el tiburón cocinero (Planeta Gastro, 2022)
- Recetas sencillas para novatos y cocinillas. Nueva edición actualizada. (Planeta Gastro, 2024)

### Novelas
Tetralogía Los aromas del crimen
1. El aroma del crimen (Ediciones Destino, 2014)
2. El bouquet del miedo (Ediciones Destino, 2016)
3. Sabor crítico (Ediciones Destino, 2017)
4. De entre el humo (Ediciones Destino, 2019)

Otras novelas
- El refugio de las mariposas (Ediciones Destino, 2022)